# Sto vjekova
Sto vjekova deveti je studijski album bosanskohercegovačkog heavy metal i hard rock sastava Divlje jagode, koji izlazi 1997., a objavljuje ga diskografska kuća Nimfasound.

## Popis pjesama
| Br. | Skladba                            | Trajanje |
| --- | ---------------------------------- | -------- |
| 1.  | »Šta je to u tebi«                 |          |
| 2.  | »Sto vijekova«                     |          |
| 3.  | »Meni je lijepo, ja volim slijepo« |          |
| 4.  | »Living in my dreams«              |          |
| 5.  | »Ti si moj san«                    |          |
| 6.  | »Ljubavi, daj mi ljubavi«          |          |
| 7.  | »Želim da te imam«                 |          |
| 8.  | »Lejla«                            |          |
| 9.  | »Bihać 95«                         |          |
| 10. | »On the road again«                |          |

## Izvođači
- Sead Lipovača - gitare
- Nasko Budimlić - bubnjevi
- Žanil Tataj - vokal
- Sanin Karić - bas
- Emir Cerić (gost)